# LibreOffice Draw
LibreOffice Draw és l'editor de gràfics vectorials, de codi obert, del paquet ofimàtic LibreOffice. És una nova branca del projecte d'OpenOffice.org Draw. Draw és un editor de gràfics més senzill que CorelDRAW.
Com en tot el paquet de LibreOffice, es pot utilitzar en una varietat de plataformes, com ara Microsoft Windows, Linux i Macintosh.